# 古川音座衛門
『古川音座衛門』（ふるかわ おとざえもん）は、朝日放送ラジオ（ABCラジオ）で2021年10月3日から2022年3月26日まで土曜日の夕方（基本として17:00 - 17:55）に放送されていた音楽番組。朝日放送テレビアナウンサー・古川昌希の冠番組でもある。

## 概要
1987年生まれで2011年に朝日放送（当時）へ入社した古川が、入社10年目で初めてパーソナリティを務める音楽番組。『武田和歌子　タソガレレストラン』（先輩アナウンサーの武田和歌子がパーソナリティを担当した音楽番組）から放送枠を引き継いだが、同番組と違って生放送であった。
当番組では、古川が育った平成時代の日本で流行した楽曲を紹介。自身の半生、流行した背景、歌唱や演奏に携わったアーティストの現況などを織り込みながら、音楽の楽しさを後世に伝えた。
2022年には、1月1日が土曜日であったことから、放送枠を16:00 - 17:55に拡大。『謹賀新年!古川音座衛門』と題した生放送で、鈴木淳史との音楽談義を繰り広げた。
古川は平日の夕方に『キャスト』（朝日放送テレビの関西ローカル向け報道・情報番組）でサブキャスターを務めながら、土曜日の夕方に当番組へ出演してきた。しかし、朝日放送グループでは2022年の4月改編で、当番組を3月26日、『キャスト』を3月30日で終了させることを決定。古川は4月1日から、ABCラジオで毎週金曜日の早朝に『おはようパーソナリティ古川昌希です』を担当する。その一方で、翌4月2日以降は、『上田剛彦のなにわ音楽ハツラツ団』（『キャスト』の最終メインキャスターで古川の先輩アナウンサーでもある上田剛彦の冠番組）が当番組の放送枠を継承する。